# Thái Bình (Đinh triều)
Thái Bình  (chữ Hán: 太平, năm 970 - năm 980) là niên hiệu của Đinh Tiên Hoàng và Đinh Phế Đế nhà Đinh nước Đại Cồ Việt. Tổng cộng 11 năm.

## Kỷ niên
| Thái Bình   | Nguyên niên       | Nhị niên | Tam niên  | Tứ niên  | Ngũ niên  | Lục niên | Thất niên                                | Bát niên | Cửu niên | Thập niên | Thập nhất niên |
| ----------- | ----------------- | -------- | --------- | -------- | --------- | -------- | ---------------------------------------- | -------- | -------- | --------- | -------------- |
| Công nguyên | Năm 970           | Năm 971  | Năm 972   | Năm 973  | Năm 974   | Năm 975  | Năm 976                                  | Năm 977  | Năm 978  | Năm 979   | Năm 980        |
| Can Chi     | Canh Ngọ          | Tân Mùi  | Nhâm Thân | Quý Dậu  | Giáp Tuất | Ất Hợi   | Bính Tí                                  | Đinh Sửu | Mậu Dần  | Kỷ Mão    | Canh Thìn      |
| Bắc Tống    | Khai Bảo Tam niên | Tứ niên  | Ngũ niên  | Lục niên | Thất niên | Bát niên | Cửu niên Thái Bình Hưng Quốc nguyên niên | Nhị niên | Tam niên | Tứ niên   | Ngũ niên       |